# Siger z Brabancji
Siger z Brabancji, Sigerus, Sighier, Sigieri Sygerius (ok. 1240–1280) – XIII-wieczny filozof urodzony w okolicach późniejszej Belgii. Był najwybitniejszym przedstawicielem awerroizmu. Był uznawany za "radykalnego" przez konserwatystów Kościoła, jednak uważa się, że odgrywał równie istotną rolę jak współczesny mu Tomasz z Akwinu w kształtowaniu poglądów zachodniej Europy na kwestie wiary i rozumu. Istnieje wiele rozbieżności co do faktów dotyczących jego życia.
W 1266 r. został członkiem Wydziału Sztuk na Uniwersytecie Paryskim, w czasie gdy miał tam miejsce wielki konflikt pomiędzy czterema "narodami". Legat papieski zdecydował w 1266 r., że Siger był jego prowodyrem i zagroził mu śmiercią. Podczas następnych dziesięciu lat powstało sześć prac, które dziś przypisuje się Sigerowi – zostały opublikowane pod jego imieniem w 1899 r. Tytuły tych prac to:
- De anima intellectiva (1270)
- Quaestiones logicales
- Quaestiones naturales
- De aeternitate mundi
- Quaestio utrum haec sit vera
- Homo est animal nullo homine existente
- Impossibilia

W 1271 r. znów uwikłał się w konflikt. Został wybrany przez opozycję na rektora, jako kontrkandydat dla oficjalnie wybranej osoby (Aubri z Rheims). Konflikt trwał przez trzy lata i był prawdopodobnie oparty na opozycji pomiędzy awerroistami, Sigerem i Pierre'em Dubois, a bardziej ortodoksyjnymi stronnictwami. Sprawa została załagodzona dopiero przez legata papieskiego, Szymona z Brion. Siger przeniósł się z Paryża do Liège.
Awerroizm był kontrowersyjny, ponieważ propagował tezy Arystotelesa w oryginalnej formie, bez zgody z wiarą chrześcijańską. Siger został oskarżony o nauczanie "podwójnej prawdy", poprzez mówienie, że jedna rzecz może być prawdziwa według rozumu, a jej całkowita przeciwność może być prawdziwa poprzez wiarę.
W 1277 r. pojawiła się kolejna krytyka prac Arystotelesa, w której znalazła się klauzula skierowana przeciwko Boecjuszowi z Dacji i Sigerowi z Brabancji. Ponownie Siger i Bernier z Nivelles zostali oskarżeni o herezję, zwłaszcza chodziło tu o dzieło Sigera Impossibilia, w którym podważał on istnienie Boga. Wskutek tego Siger i Boecjusz przypuszczalnie uciekli do Włoch i według Johna Peckhama, arcybiskupa Canterbury, przepadli tam bez wieści.
Sposób w jaki Siger umarł, co miało miejsce w Orvieto we Włoszech, nie jest dziś znany. Kroniki mówią, iż został ponoć zamordowany przez szalonego sekretarza (a clerico suo quasi dementi), który użył pióra jako broni. Wykorzystali to krytycy Sigera, pisząc, iż wyrządził on tak wiele złego swoim piórem, że zasłużył na to, co się stało. Dante, w Boskiej komedii (str. 134-6), mówi, iż odnalazł on "powolną śmierć", co niektórych skłoniło do przypuszczeń, iż popełnił samobójstwo. XIII-wieczny tekst napisany przez Durante mówi, iż zginął on w egzekucji w Orvieto: "a ghiado it fe' morire a gran dolore, Nella corte di Roma ad Orbivieto." Data tego wydarzenia to lata ok. 1283–1284.
Odnośnie do polityki Siger twierdził, iż dobre prawa były lepsze niż dobrzy władcy i krytykował tzw. papieską nieomylność w sprawach świeckich. Znaczenie poglądów Sigera dotyczących filozofii było o tyle istotne, że akceptował on awerroizm w całości, czemu sprzeciwili się Albertus Magnus oraz Tomasz z Akwinu.
W grudniu 1270 r. awerroizm został zabroniony, toteż przez całe swoje życie Siger wystawiony był na prześladowania Kościoła, jak i filozoficznych przeciwników. Wobec tego interesującym jest fakt, iż Dante umieścił go w Raju razem z Tomaszem z Akwinu czy Izydorem z Sewilli. Prawdopodobnie Dante znał go jedynie z Kronik, gdzie opisywano go jako prześladowanego filozofa.
Jego studenci, znani jako "sigeryści" to m.in. Boecjusz z Dacji, Goswin la Chapelle i Bernier z Nivelles.